# Der Lehrerstand, WAB 77
Der Lehrerstand (Le poste d'enseignant), WAB 77, est une œuvre chorale composée par Anton Bruckner vers 1847 lors de son séjour à Sankt Florian.

## Historique
Bruckner a composé cette œuvre sur un texte (peut-être) de Ernst Marinelli vers 1847 lors de son séjour à Sankt Florian. Bruckner a dédié l'œuvre, un plaidoyer pour les enseignants, à son supérieur, le maître d'école, Michael Bogner.
L'œuvre a été exécutée par la Liedertafel Sankt Florian pour célébrer le 45e anniversaire de Bogner,,.
Le manuscrit original de l'œuvre est perdu, mais des copies sont conservées dans les archives de la Liedertafel Sankt Florian et de l'Österreichische Nationalbibliothek. L'œuvre, qui a d'abord été publiée dans le Volume II/2, pp. 16-22, de la biographie Göllerich/Auer,, est éditée dans le Volume XXIII/2, no 4 de la Bruckner Gesamtausgabe.

## Texte
Der Lehrerstand utilise un texte de (peut-être) Ernst Marinelli.
| Die Zeit weiset auf einen Stand, Der wenig gilt, doch allen nützt, Den leider! mancher hier zuland Weder ehret noch unterstützt. Ist jener Stand euch nicht bekannt? Es ist der wackre Lehrerstand. Jener Stand ist in seinem Glück, Wenn sein segensreiches Walten Auf den Menschen wirkt zurück. Tätigkeit und freies Schalten Werden enden bald den Hohn, Der meistens war bisher sein Lohn. Trägheit war und ist ihm verhaßt, Weil er nur Fleiß und Ordnung liebt. Gern trägt er der Beschwerden Last, Ist geduldig und nie betrübt, Auch dann nicht, wenn ihn drückt die Not, Und den Seinigen mangelt Brot. Mehrmals ward er der Toren Spott, Doch verließ ihn nie der Edelmut, Fest vertrauend auf einen Gott, Der ist und bleibt sein höchstes Gut. Immer ernsthaft und bescheiden Bleibt er selbst in Freud und Leiden. Kennt ihr den Stand, der Geister weckt, Das Kind fürs Leben brauchbar macht, Oft wurde er mit Schmach bedeckt, Von Narren auch sogar verlacht. Höret! Dies ist der Lehrerstand, Der so viel nützt dem Vaterland. Für Menschenwohl und Menschenglück Kämpfe fort, du wackrer Stand! Es wird sich ändern dein Geschick In einem bessern Vaterland. Dort empfange von Gottes Sohn Deinen verkürzten Erdenlohn. | Ce chant décrit un poste, Qui est peu estimé, mais est utile pour tous, Et que, hélas ! peu dans ce pays Honorent ou supportent. Connaissez-vous ce poste ? C'est le poste assidu de l'enseignant. Ce poste est dans sa joie, Lorsque ses effets bénéfiques S'exercent sur les hommes. Le travail et l'action gratuite Vont ainsi mettre fin au mépris, Qui était sa principale récompense. Il déteste constamment l'oisiveté, Car il n'aime que la diligence et l'ordre. Il porte volontiers le lourd fardeau, Est patient et n'est jamais attristé, Même quand il est opprimé par la pauvreté Et sa famille manque de pain. Il était souvent la moquerie de l'insensé, Mais n'a jamais perdu sa générosité, Restant fermement confiant à Dieu, Qui est et reste son plus grand bien. Il reste toujours sérieux et modeste Tant dans la joie que dans la douleur. Connaissez-vous ce poste qui éveille l'esprit Et rend l'enfant prêt pour sa vie future. Il a été souvent récompensé par la disgrâce Et ridiculisé par les imbéciles. Écoutez ! C'est le poste de l'enseignant, Qui est si utile pour la patrie. Pour le bien-être et le bonheur des hommes Continue à te battre, poste assidu ! Ta destinée va changer Dans une meilleure patrie, Où tu recevras du Fils de Dieu La récompense, qui t'était négligée sur terre. |

## Composition
L'œuvre de 84 mesures en mi bémol majeur est conçue pour chœur d'hommes (TTBB) et quatuor de solistes. Le chœur commence en 4/4. À la mesure 14 (Jener Stand ist in seinem Glück) le quatuor vocal poursuit en 3/4. À la mesure 45 (Mehrmals ward er der Toren Spott), le chœur reprend en 4/4, passe à la mesure 60 (Kennt ihr den Stand der Geister weckt) en 6/8, et à la mesure 72 (Für Menschenwohl und Menschenglück) à nouveau en 4/4 jusqu'à la fin,. Cette première grande œuvre pour chœur d'hommes est une tentative à utiliser des traits originaux, des effets adaptés au texte et une différenciation expressive.

## Discographie
- Thomas Kerbl, Männerchorvereinigung Bruckner 12, Weltliche Männerchöre – CD : LIVA 054, 2012
- Markus Stumpner, Erinnerung - Bruckner in St. Florian, Sankt Florianer Sängerknaben – CD : Solo Musica SM 450, 2024 – Arr. pour chœur et pianoforte de Franz Farnberger

## Sources
- August Göllerich, Anton Bruckner. Ein Lebens- und Schaffens-Bild, vers 1922 – édition posthume par Max Auer, G. Bosse, Ratisbonne, 1932
- Anton Bruckner – Sämtliche Werke, Band XXIII/2: Weltliche Chorwerke (1843-1893), Musikwissenschaftlicher Verlag der Internationalen Bruckner-Gesellschaft, Angela Pachovsky et Anton Reinthaler (Éditeurs), Vienne, 1989
- Cornelis van Zwol, Anton Bruckner 1824-1896 – Leven en werken, uitg. Thot, Bussum, Pays-Bas, 2012.  (ISBN 978-90-6868-590-9)
- Uwe Harten, Anton Bruckner. Ein Handbuch. Residenz Verlag, Salzbourg, 1996.  (ISBN 3-7017-1030-9).
- Crawford Howie, Anton Bruckner - A documentary biography, édition révisée en ligne